# دیوین موباما
دیوین ساکو موباما (زاده ۲۵ اکتبر ۲۰۲۴) یک بازیکن فوتبال اهل انگلستان است. که در پست مهاجم برای باشگاه فوتبال منچستر سیتی بازی می‌کند.